# Арганши
Арганши́ (фр. Arganchy) — коммуна во Франции, находится в регионе Нижняя Нормандия. Департамент коммуны — Кальвадос. Входит в состав кантона Бейё. Округ коммуны — Байё.
Код INSEE коммуны — 14019.

## Население
Население коммуны на 2010 год составляло 239 человек.
| 1962 | 1968 | 1975 | 1982 | 1990 | 1999 | 2010 |
| ---- | ---- | ---- | ---- | ---- | ---- | ---- |
| 204  | 201  | 135  | 170  | 218  | 230  | 239  |

## Экономика
В 2010 году среди 176 человек трудоспособного возраста (15—64 лет) 122 были экономически активными, 54 — неактивными (показатель активности — 69,3 %, в 1999 году было 78,0 %). Из 122 активных жителей работали 117 человек (64 мужчины и 53 женщины), безработных было 5 (1 мужчина и 4 женщины). Среди 54 неактивных 15 человек были учениками или студентами, 29 — пенсионерами, 10 были неактивными по другим причинам.